# Illuminazione (filosofia)

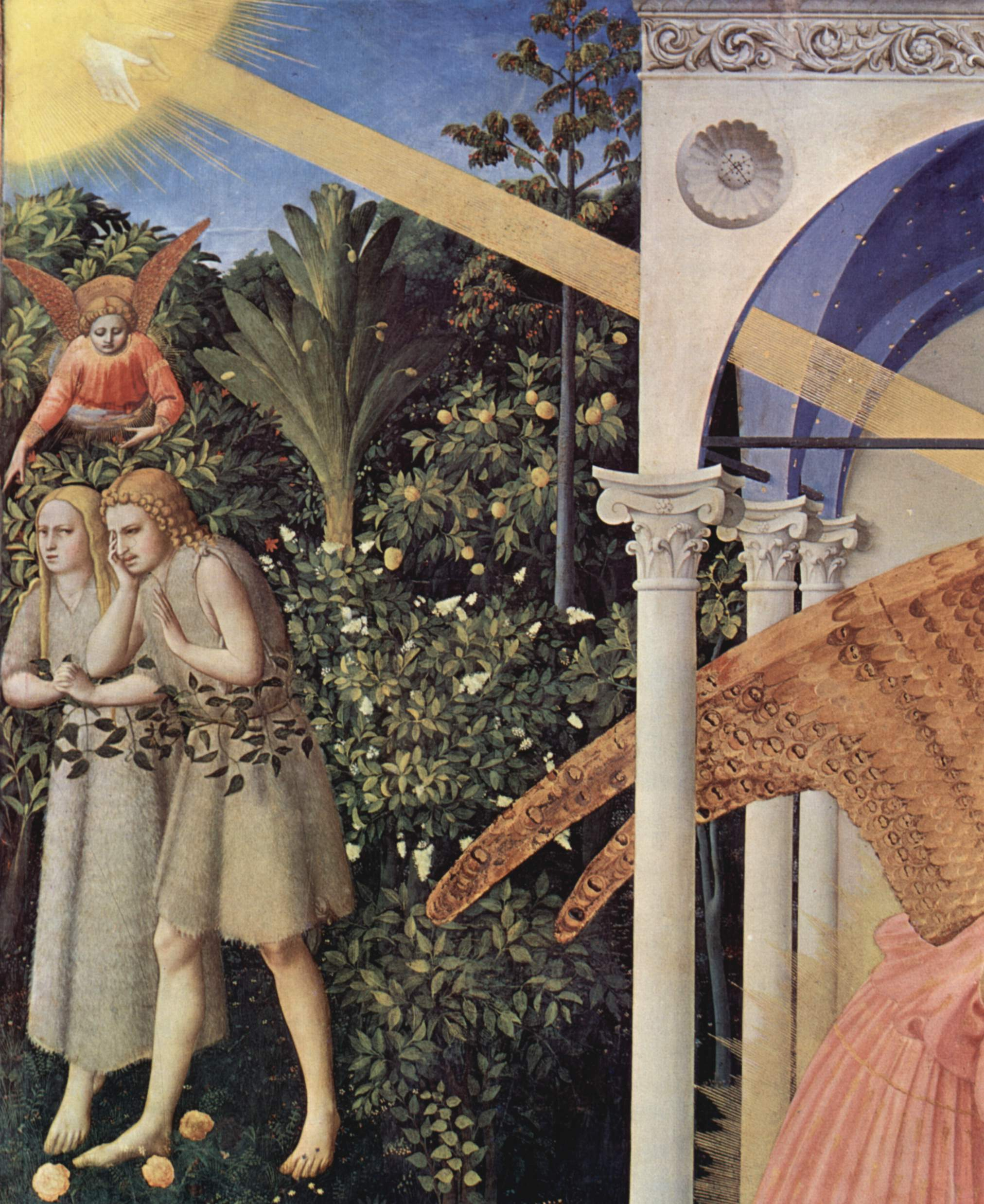
Dettaglio dall'Annunciazione di Beato Angelico

Il concetto di illuminazione ricorre in vari contesti filosofici e religiosi, indicando una sorta di intuizione o improvvisa comprensione di una verità che risultava in precedenza nascosta o poco chiara. 
Il termine è affine a quello di risveglio in senso figurato, poiché denota il passaggio da uno stato di annebbiamento simile al sonno ad uno di percezione distinta e cosciente.

## Storia della filosofia
Nella storia della filosofia occidentale il concetto di illuminazione è stato parte integrante della tradizione platonica, nella quale essa assurge a metafora della condizione umana che si eleva alla visione beatifica delle Idee, liberandosi dalle superstizioni e false credenze che la opprimevano nel buio della caverna.
Analogie simili, attinte anche da simbologie egizie e dell'antico Testamento, ricorrono nella massoneria, i cui rituali iniziatici sono finalizzati all'illuminazione intellettiva dei propri adepti.

## Cristianesimo
Nell'ambito della fede cristiana l'illuminazione assume diversi significati, indicando con essa il dono di comprendere e di far propria la verità rivelata.

### Illuminazione nel Nuovo Testamento
Il concetto di illuminazione nel Nuovo Testamento è connesso con il verbo greco φωτίζω (phōtizō) con il significato di illuminare, portare alla luce, far vedere. Si applica in connessione con i seguenti concetti:
- Un'illuminazione generale che Cristo opera attraverso il Vangelo: "La vera luce che illumina ogni uomo stava venendo nel mondo" (Giovanni 1:9); "...l'apparizione del Salvatore nostro Cristo Gesù, il quale ha distrutto la morte e ha messo in luce la vita e l'immortalità mediante il vangelo" (2 Timoteo 1:10);
- L'esperienza illuminante della salvezza: "Infatti quelli che sono stati una volta illuminati e hanno gustato il dono celeste e sono stati fatti partecipi dello Spirito Santo" (Ebrei 6:4); "...ricordatevi di quei primi giorni, in cui, dopo essere stati illuminati, voi avete dovuto sostenere una lotta lunga e dolorosa" (10:32);
- La comprensione della verità cristiana "[che] egli illumini gli occhi del vostro cuore, affinché sappiate a quale speranza vi ha chiamati, qual è la ricchezza della gloria della sua eredità che vi riserva tra i santi ... e di manifestare a tutti quale sia il piano seguito da Dio riguardo al mistero che è stato fin dalle più remote età nascosto in Dio, il Creatore di tutte le cose" (Efesini 1:18; 3:9);
- L'infallibile introspezione del giudizio di Dio delle creature umane: "Perciò non giudicate nulla prima del tempo, finché sia venuto il Signore, il quale metterà in luce quello che è nascosto nelle tenebre e manifesterà i pensieri dei cuori; allora ciascuno avrà la sua lode da Dio" (1 Corinzi 4:5).

### Illuminazione nella teologia cristiana posteriore
Teologicamente, il termine illuminazione è stato applicato pure a vari concetti:
- Nella chiesa primitiva, è il battesimo che viene considerato illuminazione, come per esempio in Giustino, Apologia prima (61).
- Applicato all'ispirazione della Bibbia, la dottrina dell'illuminazione sostiene che la percezione e la comprensione degli scrittori biblici sia stata elevata ed intensificata ad un livello maggiore di quello delle altre creature umane.
- Nella concezione neo-ortodossa l'illuminazione è identificata con la rivelazione per la quale la Bibbia diventerebbe Parola di Dio solo quando il singolo scopra e intenda la verità di ciò che la Bibbia trasmette.
- già a partire da Agostino d'Ippona, l'illuminazione è una grazia di Dio ai sensi e all'intelletto dell'uomo, per conoscere la Verità, non solo biblica.
- Nel pensiero di Tommaso d'Aquino, l'illuminazione non è intesa come una visione delle idee divine, poiché la visione di Dio è impossibile durante la vita terrena, ma nel senso che le idee divine sono causa efficiente della conoscenza intellettuale umana.[3]
- Nella filosofia scolastica l'illuminazione ha per oggetto qualsiasi visione della Verità, anche in relazione a tutti gli enti della Creazione divina: regno vegetale, regno animale, genere umano, angeli. E quindi comprende tutte le discipline e tutti i rami del sapere, che ne fanno oggetto di studio, non limitandosi alla sola filosofia e teologia.[4]

La dottrina dell'illuminazione è congiunta a quel ministero dello Spirito Santo per il quale Egli aiuta il credente a comprendere la verità delle Sacre Scritture. In relazione alla Bibbia, la dottrina della rivelazione è congiunta a quello "svelamento" della verità nel materiale delle Sacre Scritture. L'ispirazione riguarda il metodo mediante il quale lo Spirito Santo sovraintese alla produzione delle Sacre Scritture e la chiarificazione del loro significato.
La persona che non sia stata rigenerata da Dio, non può fare esperienza di questo ministero di illuminazione, perché è cieca rispetto alla verità di Dio ["L'uomo naturale non riceve le cose dello Spirito di Dio, perché esse sono pazzia per lui; e non le può conoscere, perché devono essere giudicate spiritualmente" (1 Corinzi 2:14)]. Il Signore promette ai Suoi seguaci che quando lo Spirito Santo scenderà su di loro a Pentecoste, sarebbe stato questi a guidarli nella verità (Giovanni 16:13-16), e questo include la comprensione delle "cose profonde" di Dio (1 Corinzi 2:9,10).
Questa comprensione, però, non è priva di condizioni. Il credente deve egli stesso essere in via di maturazione ed in comunione con il Signore prima di fare esperienza di questa piena percezione della verità, perché questa vita pone molti ostacoli al ministero dello Spirito Santo (1 Corinzi 3:1-3). Il credente deve pure attendersi di avere, in questo, beneficio, dallo Spirito Santo che opera attraverso di coloro che Egli ha dato il dono di insegnare (Romani 12:6,7) e tale ministero lo si riceve a voce, attraverso la pagina stampata o altri mezzi. In senso ultimo certamente è lo Spirito Santo che si pone come "interfaccia" fra la mente di Dio, com'è rivelata dalle Sacre Scritture e la mente del credente che cerca di comprendere le Sacre Scritture.
Il concetto di luce andrebbe visto anche dal punto di vista fisico e come corpo fisico vero e proprio, perché pone il problema del rapporto tra lo spazio-tempo (in particolare circa l’oltrepassamento di questo) e l’eternità mantenendo comunque un significato originario: nella Genesi, è dalla luce che si originano il cielo e la terra, e più volte nei vangeli Cristo si identifica con la luce stessa. Vi è però una diversa concezione della luce tra Antico e Nuovo Testamento: Dio crea la luce mentre Gesù è la luce. Nell’Antico Testamento non vi è un’identificazione tra la luce e Dio, sebbene essa sia centrale nella relazione tra Dio e l’eterno, infatti «lo scopo del narratore [nella Genesi] è ricordare che la separazione fondamentale tra luce e tenebre non crea soltanto la possibilità per la vita, ma anche per la relazione fra l’uomo e Dio che è essenziale per la vita stessa».